# Carrè
Carre település Olaszországban, Veneto régióban, Vicenza megyében. Lakosainak száma 3504 fő (2023. január 1.). Carrè Chiuppano, Lugo di Vicenza, Piovene Rocchette, Zanè és Zugliano községekkel határos.

## Népesség
A település népességének változása:
| Lakosok száma | 3647 | 3588 | 3504 |
|               | 2017 | 2018 | 2023 |